# Хас
 Тази статия е за вида владение.  За полския режисьор вижте Войцех Йежи Хас.  
Хас – особен вид крупно ленно владение в Османската империя през Средновековието с годишен доход над 100 хил. акчета. Хасовете представлявали владеенето не толкова на определена площ земя (лен), колкото годишния приход от тази земя, или част от нея, чрез отчисление от централизираната феодална рента. Владее се от султана и неговото семейство, везира, бейлербея, санджакбея, а до 1470-те години и от субашията.
За разлика от тимара и зиамета, предоставянето на хаса не е задължително обвързано с носенето на военна служба. Хасовете се раздавали от фонда на държавните земи в замяна на военна служба или изпълнение на други задължения към централната власт. Държателят на хаса (бей) бил задължен да осигурява при военните походи на турската армия въоръжени конници, по един на всеки 5000 акчета от дохода на хаса. През 1844 г. военно-ленната система е отменена.